# Gana (Cameroun)
Pour les articles homonymes, voir Gana.
Gana ou Gana Camp est une localité du Cameroun, située dans l'arrondissement d'Ekondo-Titi, le département du Ndian et la Région du Sud-Ouest.

## Population
Lors du recensement national de 2005, Gana comptait 1 604 habitants.